# Bachelor of Laws im angelsächsischen Rechtskreis
Der Bachelor of Laws (international abgekürzt LL.B., LLB oder seltener Ll.B., in der Schweiz auch B Law) ist ein aus England stammender erster akademischer Grad. Abhängig vom Rechtssystem, in dem er gebräuchlich ist, bezeichnet er den Abschluss des ersten, untergraduierten akademischen Zyklus eines Rechtsstudiums.

## Begriff
Das "LL." der Abkürzung steht für den Plural (Genitiv) legum (von lex, legis f., Gesetz), "LL.B." folglich für die lateinische Gradbezeichnung Legum Baccalaureus. In seiner ursprünglichen Konzeption aus dem 18. Jahrhundert schloss man in England ein Studium des Corpus iuris civilis, also des römischen Rechts und des allgemeinen englischen Rechts (Common Law) ab. Im Studium wurden demnach tatsächlich zwei unterschiedliche Rechtsordnungen vermittelt. Ungeachtet dieser Besonderheit, wurde die englische Gradbezeichnung mitsamt der Abkürzung durch den Bologna-Prozess teilweise in kontinentaleuropäischen Ländern übernommen, obwohl ihnen das common law fremd ist, und daher auch im Studium lediglich eines, nämlich das durch EU-Recht geprägte jeweilige nationale Recht, vermittelt wird.
In Abhängigkeit vom jeweiligen Common-Law-Rechtssystem wird der Abschluss dort auch undergraduate, oder bachelor, degree in law oder first professional degree in law  genannt und stellt in den meisten dieser Länder den ersten, berufsqualifizierenden juristischen Grad dar. Im englischsprachigen Teil Kanadas wird darunter bisweilen ein postgradualer Abschluss verstanden. Dort ist eine allgemeine Hochschulausbildung Zulassungsvoraussetzung zum Rechtsstudium.

### USA
Die Vereinigten Staaten sind das einzige Land mit einem aus dem Common Law entstandenen Rechtssystem, das den LL.B. nicht länger anbietet. Wurde der LL.B. noch bis 1971 an der Yale University verliehen, so sind doch die US-amerikanischen Universitäten seither dazu übergegangen, nur noch den Grad des J.D., ein Berufsdoktorat, zu verleihen, der in den Vereinigten Staaten schließlich zum berufsqualifizierenden juristischen akademischen Grad wurde. Bisweilen wird der LL.B. ironisch auch als "Bachelor of Legal Letters" bezeichnet.

### Kanada
In Kanada war Bachelor of Laws ursprünglich der Name des ersten Grades im Common Law. Er ist jedoch auch der Name des Bachelor of Civil Law, des ersten juristischen Grades im Civil Law, also dem kontinentaleuropäisch geprägten Gesetzesrecht, der von einer Reihe von Universitäten in Québec verliehen wird. Die kanadischen LL.B.-Studiengänge im Common Law wurden mittlerweile ausnahmslos in J.D. (Juris Doctor) Studiengänge umbenannt, da es sich bei ihnen ausnahmslos um sogenannte second-entry professional degrees handelt; d. h., dass die zugelassenen Studierenden fast ausnahmslos bereits einen oder mehrere nicht-juristische Studiengänge abgeschlossen oder zumindest ein zwei- oder dreijähriges vorbereitendes Studium in einer anderen Disziplin absolviert haben.

### Andere
Bachelor of Laws ist auch im schottischen und dem südafrikanischen Rechtssystem die Bezeichnung des ersten juristischen Grades, der von einer Reihe Universitäten in Schottland und Südafrika verliehen wird. (Beide Rechtssysteme basieren zum Teil auf englisch geprägtem common law und zu einem weiteren Teil auf Gesetzesrecht.)
In landestypischen Abwandlungen hat der LL.B. auch in verschiedenen EU-Staaten, unter anderem Deutschland, Einzug erhalten, wobei er vielerorts noch in Konkurrenz zu den tradierten nationalen Juristenausbildungen steht und ambivalent aufgenommen wird.

## Geschichte
Die ersten akademischen Abschlüsse waren alle juristische Abschlüsse an den Universitäten des Mittelalters und diese ersten juristischen Abschlüsse waren Doktorgrade. Mit der Wiederentdeckung des corpus iuris civilis und der Arbeit der Glossatoren ab dem elften Jahrhundert, entstanden erste Rechtsschulen. Die erste Universität, die Universität Bologna wurde von vier berühmten Rechtsgelehrten im 12. Jahrhundert gegründet, die Studenten dieser Glossatoren in der Stadt waren. Die Universität Bologna diente daraufhin anderen Rechtsschulen des Mittelalters als Vorbild. War es bei Rechtsstudenten auf dem europäischen Festland üblich im Ausland zu studieren, so traf das nicht auf England zu. In England lehnte man das römische Recht ab (bis auf bestimmte Gerichtsbarkeiten wie das Gericht für seerechtliche Streitigkeiten, der Admiralty Court, da das Seerecht traditionell durch das römische Recht geprägt worden war). Und obwohl die University of Oxford und die University of Cambridge kanonisches Recht nur bis zur englischen Reformation lehrten, war dort auch dieses Recht stets von größerer Bedeutung als von römischem Recht geprägte Rechtsordnungen.
Der Grad des Bachelor, Bakkalaureus oder auch Bachelier wurde zuerst an der Sorbonne verliehen, deren System in Oxford und Cambridge übernommen wurde. Die Bezeichnung „artium“ im Grad (baccalaureus artium, bachelor of arts, B.A.) soll traditionell herausstellen, dass der Student die Grundlagen in den freien Künsten des Mittelalters erworben hat. Der Bakkalaureus wurde zwischen dem Ende des 18. Jahrhunderts und Beginn des 19. Jahrhunderts abgeschafft, blieb jedoch an Oxford und Cambridge erhalten.
Das Studium des Rechts an der Universität Oxford diente philosophischen und akademischen Zwecken und war nicht dazu gedacht, auf die Rechtspraxis vorzubereiten. Die praktische Ausbildung im englischen common law wurde von den Anwaltskammern, den Inns of Court, ausgerichtet. Mit der Zeit nahm jedoch die Bedeutung der Kammern als Ausbildungsstätten erheblich ab. Stattdessen übernahmen überwiegend praktizierende Juristen die individuelle Ausbildung. Da sich allerdings auf diese Weise kaum Standards für die Lehre und die objektive Beurteilung der Ausbildungsgänge herausbilden konnten, spielten die Universitäten mit der Zeit wieder eine wichtige Rolle in der Juristenausbildung.
Als Edward I im Jahre 1292 als Erster nach einer geregelten Juristenausbildung verlangte, hospitierten die Studenten lediglich in den Gerichten. Mit der Zeit jedoch engagierten sie praktizierende Juristen um von diesen vor Ort geschult zu werden. Das führte zur Institution der Inns of Court. Ursprünglich wurde an den Inns of Court sowohl die Theorie durch Vorlesungen, als auch die Praxis in Form von simulierten Gerichtsverhandlungen (Moot Court) und die Hospitation in echten Gerichtsverhandlungen vermittelt. Im siebzehnten Jahrhundert erhielten die „Inns“ einen Status, der sie quasi als Universitäten ähnlich der University of Oxford und der University of Cambridge gelten ließ, wenn sie auch nur auf einen Ausbildungszweck spezialisiert waren. Da während der Zeit der Kreuzzüge die Obrigkeit vorübergehend außer Landes war, wuchs die allgemeine Nachfrage nach den Diensten der Juristen und damit auch ihre Bedeutung enorm.
Traditionsgemäß empfanden Oxford und Cambridge das common law als unwürdiges Studienobjekt und bezogen die Kursarbeit im Recht nur in den Kontext von kanonischem und römischem Recht mit ein, ausschließlich mit dem Ziel, philosophische und historische Studien zu betreiben. Die Ausbildungsprogramme der praktisch tätigen, außergerichtlich beratende Anwälte (solicitors) entsprachen daher in ihrer Struktur und Organisation den Ausbildungsprogrammen der Kaufleute, nicht der Philosophen.
Die akademische Ausbildung wurde formell durch einen Parlamentsakt im Jahre 1729 begründet. William Blackstone wurde 1753 der erste Dozent in englischem common law an der University of Oxford. Die Universität hat dieses Programm jedoch nicht als berufsvorbereitendes Studium konzipiert, weshalb die Vorlesungen von sehr philosophischer und theoretischer Natur waren. Blackstone bestand darauf, das Studium des Rechts universitär auszurichten, in dem man sich auf die fundamentalen Grundprinzipien konzentrieren kann, anstelle die Ausbildung ausschließlich an den Inns of Court und einzig auf Detailprobleme und die prozessuale Seite der Rechtsfindung auszurichten.
Die Inns of Court bildeten weiter aus. Die Qualität ihrer Ausbildung ließ jedoch nach und die Zulassung vor Gericht erforderte immer noch kein einschlägiges Studium oder gar einen entsprechenden Abschluss. Daher ließ das Parlament 1846 die Bildung und Ausbildung angehender Gerichtsanwälte (Barrister) überprüfen und kam zu dem Schluss, dass das vorliegende englische Ausbildungssystem der US-amerikanischen juristischen Ausbildung unterlegen war. Um dem zu begegnen, wurde der Ruf nach offiziellen Law Schools  laut, also juristischen Fakultäten, an denen die Juristenausbildung stattfinden sollte. Sie wurden jedoch erst sehr viel später erst im auslaufenden 19. Jahrhundert installiert und selbst die Gerichte schenkten einem Universitätsabschluss keine Beachtung bei der Entscheidung, Anwälte vor Gericht zuzulassen. Erst als juristische Abschlüsse später von den englischen Gerichten und von Gerichten anderer Common-Law-Systeme vorausgesetzt wurden, entwickelte sich der LL.B. zum grundlegenden akademischen Grad für Juristen in den Ländern, deren Rechtssystem auf dem Common Law aufbauten.

## Die Struktur des LL.B. Studiums im internationalen Vergleich
Traditionell studierte man beide Rechtssysteme: Civil law also die Rechtsquellen des römischen Rechts, auf das sich die Rechtsordnungen des kontinentaleuropäischen Rechtskreises berufen und das Common law, also das klassische englische Richter- bzw. Fallrecht mit seinem System bindender Präzedenzfälle (stare decisis), dass sich im angelsächsischen bzw. angloamerikanischen Rechtskreis verbreitete. Daher, wie eingangs angesprochen der Plural Legum in der lateinischen Gradbezeichnung. Mittlerweile ist das allerdings nur noch selten der Fall. Dennoch werden an einigen Hochschulen durchaus auch heute beide Rechtssysteme angeboten, wie an der Fakultät für (allerdings) kanonisches Recht an der walisischen Cardiff University. Auch die anglophonen kanadischen Universitäten McGill University und University of Ottawa richten wegen ihrer Beheimatung in der Provinz Québec (McGill) oder an der Grenze zu dieser Provinz (Ottawa) ihr Studienangebot danach aus, auch Alternativen zum reinen Common Law anzubieten. Dies ermöglicht ihren Absolventen nach dem Studienabschluss falls gewünscht auch eine anwaltliche Niederlassung in dieser nicht dem angelsächsischen Rechtsraum zugehörigen Provinz.

## Der LL.B. im angelsächsischen Rechtskreis
In den meisten dieser Länder (mit Ausnahme von Kanada und den Vereinigten Staaten) lässt sich das Studium zum Bachelor of Laws in der Regel nach dem mit einem deutschen Abitur vergleichbaren Abschluss der weiterbildenden Schule aufnehmen. In England und Wales ist es darüber hinaus möglich, ein postgraduales Rechtsstudium aufzunehmen, um sich zum Juristen fortzubilden, das dazu dient, ein erfolgreiches Studium in einem artfremden Fach als Zulassungsvoraussetzung für die Juristenausbildung zu nutzen (Bezeichnung: Graduate Diploma in Law), das Bachelor-Absolventen anderer Studienfächer dazu berechtigt, die berufsqualifizierenden Kurse zu besuchen, die den Zugang zum Juristenberuf ermöglichen. Absolventen des LL.B. haben darüber hinaus die Möglichkeit, ein Masterstudium anzuschließen, nach dessen erfolgreichen Abschluss sie die Berechtigung erhalten, den Grad des LL.M. in ihrem Namen zu führen.

### Australien
Die Studienprogramme für den LL.B. in common law sind in drei Varianten ausgestaltet:
1. Als (in der Regel) dreijähriges Studium, für das als Zugangsvoraussetzung ein erfolgreich abgeschlossenes Bachelor-Studium in einem anderen Fach verlangt wird.
2. Als (in der Regel) vierjähriges Studium, das direkt an den High-School-Abschluss angeschlossen wird, oder
3. als fünf- bis sechsjähriges Studium zum mit einem anderen fach kombinierten Bachelor (bspw. B.Comm/LL.B., B.A./LL.B. oder B.Sc./LL.B.), das ebenfalls direkt an den High-School-Abschluss anschließt. Die Studiendauer hängt von der gewählten Kombination ab.

Zusätzlich haben die meisten Elite-Universitäten damit begonnen, Aufbaustudiengänge zum J.D. anzubieten, um die Graduierten für den (amerikanisch geprägten) internationalen Wettbewerb zu wappnen.

### Bangladesch
Wie in anderen Ländern, deren Rechtssystem aus dem common law entstanden ist, so ist auch in Bangladesch der LL.B. notwendige Voraussetzung, um an Gerichten in Bangladesch als Anwalt zugelassen zu werden. In verschiedenen staatlichen und privaten Hochschulen wird sowohl der LL.B. als auch der LL.B. (Hons.) angeboten, also der stärker forschungsorientierte Bachelor Honours längerer Studienzeit. Dabei bieten jedoch nur fünf staatliche Hochschulen den LL.B. (Hons.) an, die University of Dhaka, die Jagannath University, die University of Rajshahi, die University of Chittagong und die Islamic University of Kustia. Diese Universitäten bieten ebenfalls einjährige LL.M.-Studiengänge an.
Private Universitäten wie die ASA University Bangladesh, Premier University Chittagong, Stamford University, BRAC University, Bangladesh Islami University (Saydabad, Maniknagar near to motijheel), Uttara University, Green University of Bangladesh, Eastern University, South East University, University of Asia Pacific, Dhaka International University, Northern University Bangladesh, BGC Trust University Bangladesh, Southern University Chittagong, World University of Bangladesh oder die University of Information Technology & Sciences (UITS), bieten auch vierjährige LL.B. (Hons.)- und einjährige LL.M.-Studiengänge an.
Einige private Hochschulen wie die Southern University oder die South East University bieten Graduierten anderer nicht-juristischer Studienfächer auch zweijährige LL.B.-Studiengänge. Die National University of Bangladesh bietet solche Studiengänge ebenfalls an einigen Law Colleges an.

### Kanada
Kanada hat zwei Rechtssysteme. In der Provinz Québec (französischsprachiger Teil) ist ein auf rezipiertes römisches Recht zurückgehendes System installiert. Sowohl auf Bundesebene als auch in den übrigen Provinzen Kanadas ist ein Common-Law-System in Gebrauch. Daher können in Kanada zwei verschiedenartige juristische akademische Grade erworben werden.
Die juristischen Studiengänge im common law verlangen zur Zulassung ein vorhergehendes erfolgreiches ein- bis dreijähriges Studium in einem anderen Fach (second entry degree) und führen nach einem Jurastudium von weiteren 3 Jahren Dauer in allen kanadischen Law Schools zum Abschluss des J.D (Juris Doctor). Tatsächlich besitzen fast alle der zugelassenen Rechtsstudierenden bei ihrer Aufnahme in die Law School bereits mindestens einen Bachelor und viele von ihnen auch schon einen Master in anderen Fächern.
Das kanadische Studium in common law dauert drei Jahre. Zur Graduierung erhält man einen Juris Doctor, kann jedoch noch nicht als Jurist arbeiten. Dazu benötigen die Graduierten eine Lizenz der Anwaltskammer der Provinz in der sie praktizieren möchten und ein weiteres Jahr praktischer Ausbildung bei einem zugelassenen Anwalt (in Kanada articling genannt – siehe unten: Anwalt werden). Wer die Lehre der Rechtspraxis vorzieht, erwirbt häufig einen weiteren akademischen Grad wie den Master of Laws (LL.M.) or the Doctor of Laws (LL.D, S.J.D or D.C.L). Das kanadische Studium in Québec civil law (genannt: Bachelor of Civil Law bzw. Baccalauréat en droit; abgekürzt: LL.B., B.C.L. oder LL.L.) dauert ebenfalls drei Jahre. Für die Studienzulassung ist anders als bei den "Common Law"-Studiengängen kein vorhergehendes Studium in einem anderen Fach erforderlich, sondern stattdessen eine vor-universitäre Ausbildung, das Cégep, das eine dem deutschen Abitur vergleichbare Funktion hat. Dieser universitäre Vorkurs ist nötig, da in Québec, anders als in den anglophonen Provinzen Kanadas, die Regelschulzeit nur eine Dauer von 11 Schuljahren umfasst.
Law Schools die Studiengänge im Civil Law zum B.C.L., LL.B., bzw. LL.L. anbieten befinden sich an der McGill University, der Université de Montréal, Université du Québec à Montréal, Université de Sherbrooke, Université Laval und an der University of Ottawa. Wegen Kanadas dualem Rechtssystem bieten einige Law Schools gemeinsame oder duale Abschlüsse in common law und civil law an, so die McGill University, die Université de Montréal und die University of Ottawa.
Das Rechtsstudium an der McGill University führt verpflichtend zum Abschluss eines common law LL.B. / Québec civil law B.C.L. und dauert vier Jahre. Studierende aus Québec erhalten die Zulassung mit einem Cégep-Diplom. Studierende aus anderen Provinzen müssen bereits ein Universitätsstudium vorweisen. Die University of Ottawa bietet auch einen singulären LL.L. an.
Einige kanadische Law Schools bieten Studierenden mit einem Grad des Baccalauréat en droit (LL.L.) aus Québec die Möglichkeit, in zwei- bis dreisemestrige Studiengänge zum LL.B. in common law zugelassen zu werden. Entsprechend bietet die University of Ottawa ein einjähriges LL.L.-Studium für Absolventen eines kanadischen LL.B.- oder J.D.-Studiums in common law. Zusätzlich kooperieren einige kanadische Universitäten, an denen auf common law ausgerichtete Law Schools installiert sind, mit ihren Kollegen, den auf Québec civil law ausgerichteten Law Schools. Diese bieten ihren Studierenden ein dreijähriges Studium zum Abschluss in einem Rechtssystem, um im vierten Studienjahr den Abschluss im anderen Rechtssystem an der Partneruniversität abzulegen.

### Indien
In Indien, wird das Rechtsstudium traditionell als dreijähriges Studium zum Grad eines LL.B. (Bachelor of Laws) oder B.L. (Bachelor of Law) angeboten. Allerdings wurde das indische Rechtsstudium 1984 vom Bar Council of India überarbeitet, dem dort für die Gestaltung des Rechtsstudium verantwortlichen Gremium. Gemäß dieser Revision der indischen Juristenausbildung wurden verschiedene eigenständige Law schools in Indien gegründet, die im Vergleich zum traditionellen Rechtsstudium ein fünfjähriges kombiniertes Studium zum Bachelor Honours anbieten wie den "B.A., LL.B. (Honours)", "B.B.A, LL.B. (Honours)", "B.Sc., LL.B. (Honours)" etc.
Beide Abschlüsse (der dreijährige und der fünfjährige mit Honours) sind anerkannt und berufsqualifizierende Abschlüsse für Juristen in Indien. Absolventen beider Abschlüsse können vor den Gerichten jedes Bundesstaates in Indien auftreten und müssen daher mit den jeweiligen Standards der angerufenen Gerichte vertraut sein, um dort zugelassen zu werden. Mit der Zulassung erhält man eine Lizenz, die zur gerichtlichen Vertretung und zur Rechtsberatung ermächtigt. Das Zulassungsverfahren wird von dem Bar Council of India reguliert und durchgeführt.

### Malaysia
Als ein Land des Commonwealth hat Malaysia das englische Rechtssystem übernommen. Zugangsvoraussetzung zu einem Bachelor-of-Laws-Studium an den staatlichen Universitäten ist ein dem englischen A-Level entsprechender höherer Schulabschluss, dem Sijil Tinggi Persekolahan Malaysia, das malaysische Gegenstück zum deutschen Abitur. Er baut auf dem mittleren Schulabschluss  Sijil Pelajaran Malaysia auf, der dem bis Ende der 1980er Jahre in England gebräuchlichen O-Level-Exam entspricht. Neben dem common law werden im Rechtsstudium zum malaysischen Bachelor of Laws auch Aspekte aus dem civil law vermittelt. In einigen Universitäten wie der Ahmad Ibrahim Kulliyyah of Laws, der Internationalen Islamischen Universität, und der Universiti Sains Islam Malaysia sind jedoch auch die Scharia bzw. das islamische Recht vorgeschriebene Studieninhalte. Die zum Bachelor of laws führenden Studiengänge lassen sich in Malaysia in drei Arten einteilen.
1.) Das Studium an den staatlichen Universitäten: Mit Ausnahme der Universiti Teknologi MARA bieten alle staatlichen Universitäten ein vierjähriges Studium zum LL.B. (Hons.) an. Nach ihrem erfolgreichen Abschluss müssen die Absolventen wie ihre Kollegen in den übrigen Ländern des Commonwealth ein Referendariat, eine Praxisphase unter Anleitung durchlaufen, bevor sie als Gerichtsanwälte oder beratender Anwalt (solicitor) arbeiten dürfen.
2.) Das Studium an der UiTM Malaysia Law School und der Universiti Teknologi MARA: In diesen technischen Hochschulen absolvieren die Studierenden ein dreijähriges Studium, das mit dem Bachelor of Legal Studies (Hons.) abschließt. Nach ihrem Abschluss können sie wählen, ob sie angestellte Rechtsberater/Justiziare werden möchten oder Gerichts- bzw. beratende Anwälte. Entscheiden sie sich für den Beruf des Anwalts werden sie überprüft und zu einem weiteren einjährigen Studium zum LL.B. (Hons.) eingetragen. Diese Studienplätze sind limitiert. Wer sich nicht für dieses Aufbaustudium qualifiziert, muss eine Prüfung ablegen zum Certificate in Legal Practice (Malaysia), um den angestrebten Anwaltsberuf aufnehmen zu können. Der von den technischen Hochschulen angebotene Bachelor of Laws gilt als praxisorientierte Ausbildung die in enger Zusammenarbeit mit Unternehmen ausgerichtet wird. Wie in Australien dauert die Praxisphase unter Anleitung in der Anwaltskammer nach dem Abschluss neun Monate, bevor man vor Gericht zugelassen wird.
3.) Das Studium an privaten Hochschulen: Die meisten privaten Hochschulen in Malaysia bieten ein dreijähriges Studium zum Bachelor of Laws in Kooperation mit ausländischen Universitäten an, üblicherweise Hochschulen im Vereinigten Königreich oder in Australien. Als solches haben die Studierenden die Möglichkeit, entweder zwei Jahre in Malaysia zu studieren und das letzte Jahr an der Partneruniversität (2+1), umgekehrt lediglich 1 Jahr zuhause zu studieren und zwei weitere Jahre im Ausland (1+2) oder doch das gesamte Studium in Malaysia zu absolvieren (3+0). Die letzte Option wird üblicherweise vom internationalen Studienprogramm der Universität London organisiert. Allerdings müssen die Absolventen von Privathochschulen ebenso wie Absolventen ausländischer Universitäten die Prüfung zum Certificate in Legal Practice (Malaysia) bestehen, bevor sie zum Referendariat und danach als Anwälte zugelassen werden können.

### Pakistan
Auch das Rechtssystem von Pakistan basiert auf common law. Um dort Anwalt zu werden, benötigt man einen LL.B.-Abschluss von einer anerkannten pakistanischen Hochschule, oder aus einem anderen Land, mit vergleichbarem Rechtssystem. Anwälte heißen in Pakistan advocates. Ein advocate muss an einem der Provinzgerichte zugelassen sein, Punjab Bar Council, Sindh Bar council, Baluchistan Bar Council bzw. Khyber Pakhtunkhwa Bar Council, um praktizieren zu können. Die folgenden Universitäten dürfen juristische akademische Grade in Pakistan verleihen:
- Bahauddin Zakaria University, Multan
- Bahria University, Islamabad
- Gomal University, Dera Ismail Khan
- Govt SM Law College University Of Karachi
- Hamdard University, Karachi
- Hazara University, Mansehra, Khyber Pakhtunkhwa
- International Islamic University, Islamabad
- Islamia College University, Peshawer
- Islamia University, Bhawalpur
- LUMS, Lahore
- Peshawar University, Peschawar
- Sargodha University, Sargodha
- Shah Abdul Latif University, Khairur
- Swat University, Swat, Khyber Pakhtunkhwa
- University of Baluchistan, Quetta
- University of Malakand, Khyber Pakhtunkhwa
- University of Peshawar, Khyber Pakhtunkhwa
- University of Punjab, Lahore
- University of Sindh, Hyderabad

## Die Anwaltszulassung incommon-law-Systemen
Mit erfolgreichem Abschluss des LL.B. (oder dessen Entsprechungen) sind die Absolventen grundsätzlich qualifiziert, die Zulassung vor Gericht und die Mitgliedschaft in einer Anwaltskammer zu beantragen. Die Berechtigung zur Mitgliedschaft kann mit einer weiteren beruflichen Eignungsprüfung verbunden sein. Dazu müssen die Studierenden in einer weiteren postgradualen Ausbildung weitere Qualifikationen erwerben, beispielsweise in Form eines Referendariats und dem Legal Practice Course, dem Bar Vocational Course in England und Wales or the Postgraduate Certificate in Laws in Hongkong.
In Australien arbeiten einige LL.B. als beratende Anwälte (solicitor) oder Gerichtsanwälte barrister, wohingegen andere im Hochschulbetrieb, der öffentlichen Verwaltung oder in Privatunternehmen angestellt sind (sie sind dann keine beratenden Anwälte, sondern angestellte Rechtsberater, legal counsels). Die LL.B., die den Anwaltsberuf ausüben möchten, müssen in einigen Bundesstaaten von Australien (z. B. Victoria und New South Wales) eine einjährige Ausbildung (articled clerkship) absolvieren oder den Legal Practice Course (Commonly Practical Legal Training or PLT), bevor sie die Registrierung als solicitor beantragen können. In anderen Bundesstaaten (z. B. South Australia) müssen die LL.B. einen sechswöchigen PLT Kurs absolvieren, bevor die Zulassung vor Gericht als barrister und solicitor beantragen können. Abhängig von dem Staat, in dem die Zulassung erworben wurde, ist die Zulassung vor Gericht entweder auf barristers beschränkt oder offen für beide, solicitors und barristers. In den Bundesstaaten, die die Zulassung vor Gericht beschränken und zwischen beratenden und vor Gericht auftretenden Rechtsanwälten unterscheiden, wird der Zugang durch den erfolgreichen Abschluss einer Prüfung und einer neunmonatigen Phase unter Anleitung und Beaufsichtigung durch einen erfahrenen Gerichtsanwalt (genannt the reading period) erlangt.
In Kanada ist für die Anwaltszulassung üblicherweise ein akademischer juristischer Grad Zulassungsvoraussetzung
- für ein von den Anwaltskammern durchgeführtes postgraduales Studium, das mit mehreren schriftlichen Prüfungen als Zulassungsprüfung abschließt (das Bar Exam), worauf sich
- ein Referendariat anschließt (articled clerkship, in Kanada üblicherweise articling genannt), worin der Anwaltsanwärter unter Anleitung und Aufsicht eines erfahrenen Anwalts ins Berufsleben eingeführt wird.

Obwohl der überwiegende Teil der Absolventen ihre praktische Ausbildung durch articling (also arbeiten und lernen) in einer Kanzlei, Rechtsabteilungen der öffentlichen Verwaltung oder privater Unternehmen, einem örtlichen Rechts- und Prozesshilfebüro (legal clinic) oder einer anderen Non-Profit-Organisation in der Rechtsarbeit zu leisten ist, absolvieren, erfüllt ein kleiner Anteil von Absolventen mit herausragenden Studienleistungen ihr Referendariat unter Anleitung eines Richters bei Gericht. Diese Ausbildung ist dann folglich stärker auf die Arbeit als Richter ausgerichtet. Der ausbildende Richter wird principal (also Vorgesetzter und Vollmachtgeber) genannt. Dieser stärker auf den Richterberuf ausgerichtete Ausbildungsteil wird in Kanada als clerkship bezeichnet, im Gegensatz zum stärker auf den Anwaltsberuf ausgerichteten articling. Wie das Referendariat auch geprägt ist, von den Anwärtern wird erwartet, in verschiedenen Rechtsbereichen zu arbeiten und sich der praktischen professionellen Rechtsarbeit auszusetzen, um die theoretische Ausbildung an den Hochschulen abzurunden.
In der Provinz Ontario beinhaltet beispielsweise der Zulassungsprozess zur Law Society of Upper Canada (die führende Anwaltskammer von Ontario) drei zwingende Elemente:
das Skills and Professional Responsibility Program with assignments and assessments, die postgraduale theoretische Ausbildung,
Licensing Examinations (ein Barrister-Examen und ein Solicitor-Examen), das Bar Exam
und ein zehnmonatiges Referendariat.
Zum Abschluss dieses Zulassungsprozesses werden die Graduierten vor Gericht zugelassen ("called to the bar"), wozu sie ihren Namen in die Liste der zugelassenen Anwälte der Gerichtshöfen der oberen Instanzen eintragen (für Ontario: Rolls of the Court of Appeal for Ontario; für Kanada: Rolls of Superior Court of Justice) und in einer formellen Zeremonie als Anwälte vereidigt werden. Dazu müssen sie in traditioneller Anwaltstracht vor den Richtern des örtlichen obersten Gerichts und den Vertretern der Anwaltskammer, die die Zulassung erteilt, auftreten. Nach dieser Zeremony, können die nun zugelassenen Anwälte sich als "Barrister and Solicitor" bezeichnen und können in der Provinz, für die sie zugelassen wurden, praktizieren. Sie vereinen demnach in sich die in England getrennten Funktionen des vor Gericht auftretenden und des außergerichtlich beratenden Anwalts. In Ontario und anderen Provinzen können zugelassene Anwälte außerdem das Amt des Commissioner of Oaths ausüben. In der Provinz British Columbia haben zugelassene Anwälte automatisch auch das Amt eines Notars inne. In anderen Provinzen müssen die zugelassenen Anwälte einen Antrag stellen und eine einmalige Gebühr an den Provinzstaatsanwalt entrichten, bevor sie dieses Amt ausfüllen können.
Obwohl es für den Zulassungsprozess nicht erforderlich ist, arbeiten viele Studierende im ersten und zweiten Studienjahr während ihrer Semesterferien in Kanzleien, als Nebenerwerb aber auch, um sich einen Referendariatsplatz (articling position) nach ihrem Abschluss zu sichern. Es herrscht ein großer Konkurrenzkampf um Referendariatsplätze, insbesondere bei großen, gut zahlenden und renommierten Kanzleien, weil in Kanada das articled clerkship, das Referendariat, Zulassungsvoraussetzung für den Anwaltsberuf ist.

## Alternative Grade und Studienkonzepte

### Irischer B.C.L. und LL.B
Vier irische Universitäten die unter der National University of Ireland (NUI) zusammengeschlossenen sind, verleihen den Grad des Bachelor of Civil Law (B.C.L.). Es sind dies das University College Cork, University College Dublin, die National University of Ireland, Maynooth (NUI Maynooth) und die National University of Ireland, Galway (NUIG). Sechs irische Universitäten (vier in der Republik) bieten den LLB als einjährigen postgradualen Studiengang an, für die Absolventen des BCL (das Trinity College Dublin; die NUIG; The Queen's University of Belfast; die University of Limerick, die NUI Maynooth und die University of Ulster).
Zwei englische Universitäten (University of the West of England und Nottingham Trent University) sowie eine walisische Universität (University of Wales) verleihen den LL.B. in Irland als einen ersten berufsqualifizierenden juristischen Grad. Die Studiengänge finden in Kooperation mit privaten Hochschulen vor Ort in Irland statt. Die University of the West of England verleiht ebenfalls den Grad eines LL.B.(Hons) in irischem Recht, der auch an der Dublin Business School in Kooperation mit der University of Wales angeboten wird. Die Nottingham Trent University wiederum kooperiert mit dem Griffith College Dublin und dem Griffith College Cork. Für die Akkreditierung dieser Kooperations-Studiengänge ist das Higher Education and Trainings Awards Council (HETAC) in Irland zuständig.
Auch wenn in Irland der B.C.L. angeboten wird, so besitzt es doch kein duales Rechtssystem wie Kanada. Irlands Rechtssystem basiert auf dem Common Law (mit der irischen Republik und Nordirland gibt es sogar zwei Common-Law-Rechtssysteme). Der Ausdruck "Civil Law" wird hier verwendet, um das (weltliche) Common Law vom kanonischen (also römisch-katholischen Kirchen-)Recht abzugrenzen. In der Vergangenheit mussten in Großbritannien arbeitende B.C.L.-Absolventen der NUI ihre Kollegen häufig darüber aufklären, dass der irische B.C.L. ein postgradualer Abschluss ist, ähnlich dem berühmteren B.C.L. der Oxford University. Im neunzehnten Jahrhundert verlieh im Übrigen die University of London am St. Patrick's College, Carlow  den Grad des LL.B. an Studierende der Theologie und des Rechts. Nach Abschluss des Zulassungsprozesses zum Gerichtsanwalt, der analog zu den übrigen Common-Law-Rechtsystemen abläuft, verleiht die irische Anwaltskammer (King's Inns) zusätzlich den Grad des Barrister-at-Law (BL).

### Zimbabwe B.L. und LL.B.
At the University of Zimbabwe wurde als erster juristischer Grad der Bachelor of Law (B.L.) verliehen, der dem LL.B. in anderen Common-Law-Rechtssystemen entspricht. Auf ihn folgt ein weiteres Studienjahr an der Universität (analog zu den übrigen auf den LL.B. folgenden, von den dortigen Anwaltskammern ausgerichteten Studiengängen) an dessen Ende ein zweiter Grad, der LL.B. verliehen wird. Mittlerweile wurde das Curriculum geändert, so dass mittlerweile ein vierjähriges Studium mit dem LL.B. abschließt, der einem LL.B. (Hons) entspricht.

### LL.B. in Pakistan
Bevor man in Pakistan zu einem LL.B.-Studium an einer staatlichen Universität zugelassen wird, muss man ein Bachelor-Studium in einer anderen Disziplin abgeschlossen haben. Vor 1992 schloss der Grad des LL.B ein zweijähriges Studium ab, das mittlerweile auf drei Jahre verlängert wurde. Einige Hochschulen bieten mittlerweile auch fünfjährige Studiengänge an, beispielsweise die University of the Punjab.
Wer nach Erwerb des LL.B. als Anwalt arbeiten möchte, muss an seinem zuständigen Provinzgericht bekanntgeben, dass er eine einjährige Ausbildung unter Anleitung eines erfahrenen, seit zehn Jahren praktizierenden Anwalts aufnimmt. Nach Abschluss dieses Referendariats muss er einen Zulassungstest bestehen. Dieser besteht aus einer schriftlichen (multiple choice und frei formuliert) und einer mündlichen Prüfung, die von einer Prüfungskommission aus Mitgliedern des Bar Councils abgenommen wird. Das Programm für Auslandsstudien der University of London hat derzeit das Interesse vieler potentieller Kandidaten geweckt, eine Karriere als Anwalt in Pakistan aufzunehmen.

### Abwandlungen des LL.B.
Einige Universitäten im Vereinigten Königreich und in Neuseeland bieten Abwandlungen des Abschlusses, wie den LL.B. (Europe), an. Das Studium dauert in der Regel vier Jahre und beinhaltet genauso Studiengänge mit breiter gefächerten Inhalten als auch spezialisierte Abschlüsse. Viele Universitäten im Vereinigten Königreich und in Australien bieten mit anderen nicht-juristischen Fächern kombinierte LL.B.-Studiengänge an. So wird etwa an einigen Universitäten ein B.A.-Studium des Rechts und der Geschichte angeboten. Dieser Abschluss wird von den Anwaltskammern als dem LL.B. entsprechender Grad akzeptiert. Seit 1858 verleiht die University of London den LL.B. auch im Rahmen eines Fernstudiums. Das Studium entspricht dem gleichen Standard und der Qualität der Präsenzstudiengänge.
Viele Universitäten im Vereinigten Königreich wie die University of Oxford, University of Nottingham und University of Cambridge verleihen als ersten juristischen akademischen Grad häufig den Grad eines B.A. entweder in Rechtswissenschaft (Jurisprudence) oder in Recht (Law). Der B.C.L und der LL.M. sind postgraduale Studiengänge. Es wird also ein vorher abgeschlossenes Bachelor-Studium in einem anderen Fach erwartet. Kürzlich hat die University of Cambridge ihren LL.B.-Studiengang durch einen LL.M. ersetzt. Einige Universitäten im Vereinigten Königreich wie die Bournemouth University haben einen vierjährigen LL.B.-Studiengang aufgesetzt, der ein vierzigwöchiges Praktikum beinhaltet. Die Staffordshire University bietet auch einen zweijährigen Vollzeit-LL.B.-Kurs an (fast ohne Semesterferien).
Ein einzigartiger LL.B.(Hons) Sharia and Law wurde an der International Islamic University, Islamabad (Pakistan) eingeführt. Das Besondere dieses Studiengangs ist das rechtsvergleichende Studium von islamischem Recht und Common Law.

## Berufszulassung ausländischerLL.B.in den USA
Der größte Teil ausländischer Absolventen eines LL.B. in common law, der vor Gericht in den Vereinigten Staaten zugelassen werden möchte, wird mit dem Faktum konfrontiert, dass sein Abschluss den Zulassungsvoraussetzungen der meisten US-amerikanischen Bundesstaaten nicht genügt. Daher können diese LL.B.-Absolventen auch nicht die Zulassungsprüfung (das Bar Exam) ablegen.
New York stellt dabei die große Ausnahme dar. Wer ein Rechtsstudium in einem anderen Land des Common-Law-Rechtskreis an einer zugelassenen Hochschule erfolgreich abgeschlossen hat, das inhaltlich und zeitlich dem Studium an einer zugelassenen U.S. law school entspricht, wird in New York zum Bar Exam zugelassen. Zusätzlich gestattet sowohl der Staat New York als auch Massachusetts kanadischen LL.B. das Bar Exam abzulegen. Die Voraussetzungen unterscheiden sich von Bundesstaat zu Bundesstaat. In einigen werden (common law-)Juristen, die langjährige Berufspraxis in ihrem Heimatland vorweisen können, ebenfalls zum Bar Exam zugelassen. Interessierte Anwärter sollten aus diesem Grund die individuellen Voraussetzungen der Anwaltskammern jedes Staates genau prüfen.
In den meisten Bundesstaaten wird der Abschluss eines akademischen juristischen Grades an einer law school verlangt, die von der amerikanischen Anwaltskammer akkreditiert ist. Daher bieten amerikanische law schools typischerweise einjährige LL.M.-Studiengänge für ausländische Anwälte an. Solche LL.M.-Studiengänge in "American Law", "Comparative Law", inter alia dienen dazu, die ausländischen Anwälte in die Besonderheiten des US-amerikanischen common law einzuführen und entsprechen dem ersten Studienjahr des J.D.-Studiums in Zivilprozessrecht, Verfassungsrecht, Strafrecht, rechtlicher Forschung und Analyse sowie Rechtsprechung.

## Situation innerhalb der Europäischen Union
Durch die Richtlinie  des Europäischen Parlaments werden die Bürger der Europäischen Union (EU), die mehr als drei Jahre in einem Mitgliedsstaat der EU als Rechtsanwalt tätig waren, berechtigt, auch in allen anderen Mitgliedsstaaten als Anwalt zu praktizieren. Trotz des anderen Rechtskreises in Kontinentaleuropa, gilt das auch für Anwälte aus Irland und dem UK, die dort ihren Abschluss erworben und den Zulassungsprozess durchlaufen haben. Die Mitgliedsstaaten setzen die Richtlinie eigenständig in ihr nationales Recht um, regulieren die Zulassung für ausländische Rechtsanwälte daher eigenständig (Deutschland etwa im Gesetz über europäische Rechtsanwälte in Deutschland (EuRAG)). Die nationalen Regulierungen unterscheiden sich daher voneinander, bleiben jedoch im von der Richtlinie vorgegebenen Rahmen.
Als Konsequenz des Bologna-Prozesses sind auch in Kontinentaleuropa juristische Studiengänge eingeführt worden, die mit dem Grad des LL.B. abschließen. In der Regel reicht dieser in den jeweiligen EU-Staaten jedoch nicht aus, um den Beruf des Anwalts oder Richters zu ergreifen. In einigen Ländern muss ein LL.M. folgen, in anderen Ländern wie Deutschland und Österreich sträubt man sich noch vollständig gegen eine Änderung der althergebrachten Ausbildung, die sich beispielsweise in Deutschland auch in eine theoretische und eine praktische Ausbildung gliedert, die in den §§ 5 ff. im Deutschen Richtergesetz (DRiG) geregelt ist. Dabei werden beide Ausbildungsteile mit je einer staatlich regulierten Prüfung (Staatsexamen) abgeschlossen, die aus sieben bis neun fünfstündigen Klausuren und einer mündlichen Prüfung besteht. Während der zweijährigen Praxisphase, dem Referendariat, werden Ausbildungsstationen an Gerichten, in der öffentlichen Verwaltung, in Kanzleien und Rechtsabteilung durchlaufen. Der Begriff Referendariat bezeichnet in Deutschland den Vorbereitungsdienst auf die Beamtenlaufbahn.
Gleichwohl bieten die neuen Abschlüsse neue Impulse in der Juristenausbildung einiger europäischer Länder. Ihnen ist der Übersichtlichkeit halber ein eigener Artikel gewidmet. In Malta, dessen Rechtssystem zwar grundsätzlich in der Tradition kontinentaleuropäischer Rechtsordnungen steht, aber durch den starken britischen Einfluss auch teilweise common law angewendet wird, wird der Grad des Bachelor of Laws (LL.B.) von der University of Malta angeboten. Er ist ein erster akademischer Grad, der jedoch nicht den Zugang zu rechtlichen Berufen eröffnet.

## Alternative Ausbildungsgänge im Vereinigten Königreich
Als Alternative für das vollständige LL.B.-Studium gibt es weitere juristische Studiengänge für Absolventen anderer Fachrichtungen, mit denen sie das Fach wechseln können. Ein Beispiel für einen solchen Studiengang in England und Wales ist das einjährige GDL  (Graduate Diploma in Law).
Im Vereinigten Königreich wie auch in anderen Ländern des angelsächsischen Rechtskreises wird üblicherweise der Zugang zu diesem Studiengang über ein klassisches LL.B.-Studium erlangt. Absolventen einer anderen Disziplin erwerben also durch das übliche Rechtsstudium einen zweiten akademischen Grad, auch wenn das mitunter qualifizierende Kurse im common law während des ersten Grades erfordert, um die professionellen Anforderungen voll zu erfüllen. Daher ist es nicht völlig korrekt, beim GDL von einem verkürzten Studium zu sprechen.
Dieses System doppelter Abschlüsse war einst ein alternativer Weg zum früheren B.L. aber die Studierenden benötigten finanzielle Unabhängigkeit, um dieses lange Studium vervollständigen zu können. Das gegenwärtige schottische LL.B.-Studium, das den direkten Zugang zum Studium gewährt, ohne den Umweg über ein vorher abgeschlossenes Studium zu gehen, deckt hingegen sämtliche professionellen Anforderungen an die Ausbildung ab, wenn es mit dem GDL verbunden wird. Das GDL wurde um 1980 eingeführt; vorher wurden alle berufsvorbereitenden Prüfungen während des LL.B.-Studiums abgelegt, was den Spielraum für das sonstige Studium einengte.
Daher geht es bei diesem doppelten Abschluss heutzutage, in der Regel für Schulabgänger, eher darum, in zwei Fachrichtungen zu studieren und Abschlüsse zu erwerben. Anders als kombinierte Honours-Studiengänge wird ein zweiter Abschluss innerhalb des vorgeschriebenen Zeitrahmens extra absolviert. Der erste nicht-juristische Abschluss wird fast ausnahmslos ein geisteswissenschaftlicher (B.A.) sein. Seltener kommt der umgekehrte Weg vor (erster Abschluss LL.B., zweiter Abschluss bspw. B.A.). So wie ein geistes- sozial oder naturwissenschaftlicher Abschluss dazu führen kann, dass in der juristischen Lehre Inhalte gestrichen werden können, die nicht für die professionelle Rechtsarbeit von direktem Nutzen sind, kann auch umgekehrt ein erster juristischer Abschluss zur Verkürzung der Inhalte des darauffolgenden Zweitstudiums führen. In diesen Fällen kommt es häufiger vor, dass der zweite Abschluss von reiferen und finanziell eigenständigen Studierenden als Teilzeitstudium absolviert wird.